# I Could Be the One
I Could Be the One е песен на шведския диджей Авичий и холандския диджей Ники Ромеро. Сингълът е пуснат за дигитално сваляне в Швеция на 26 декември 2012 година. Вокалите в песента се изпълняват от шведската певица Нуни Бао.

## Музикален клип
Музикалният клип е качен в портала YouTube на 24 декември 2012 година с времетраене 4:46 минути.

## Класации
Песента постига огромен успех в Европа и най-вече във Великобритания, където песента дебютира под номер 1 в Ю Кей Сингълс Чарт на 17 февруари 2013 година, като изпреварва Harlem Shake на Баауер.